# Sindrome di Gerstmann
La sindrome di Gerstmann è una sindrome neuropsicologica caratterizzata da agnosia digitale, agrafia, acalculia e disorientamento destra/sinistra. È causata in genere da lesione del lobo parietale sinistro, in particolare della circonvoluzione angolare.

## Cause
Questo disturbo è spesso associato a lesioni cerebrali nell'emisfero dominante (di solito a sinistra) tra cui il giro angolare e supramarginale (rispettivamente area di Brodmann 39 e 40) vicino alla giunzione del lobo temporale e parietale. C'è un dibattito significativo nella letteratura scientifica sul fatto che la sindrome di Gerstmann rappresenti davvero una sindrome unificata, teoricamente motivata. Pertanto la sua utilità diagnostica è stata messa in discussione da neurologi e neuropsicologi. Il giro angolare è generalmente coinvolto nella traduzione di schemi visivi di lettere e parole in informazioni significative, come avviene durante la lettura.

### Negli adulti
Negli adulti, la sindrome può manifestarsi dopo un ictus o in associazione con un danno al lobulo parietale inferiore del lato dominante (sinistro).
Oltre ad esibire i sintomi di cui sopra, molti adulti avvertono anche afasia, che è una difficoltà nell'esprimersi quando si parla, si capisce il discorso o si legge e si scrive.

### Nei bambini
Ci sono poche segnalazioni della sindrome, a volte chiamata sindrome di Gerstmann evolutiva, nei bambini. La causa non è nota. La maggior parte dei casi viene identificata quando i bambini raggiungono l'età scolare, un momento in cui vengono messi alla prova con esercizi di scrittura e matematica. In generale, i bambini con questo disturbo mostrano scarse capacità di scrittura a mano e ortografia e difficoltà con le funzioni matematiche, tra cui l'addizione, la sottrazione, la moltiplicazione e la divisione. Può anche essere evidente l'incapacità di differenziare la destra dalla sinistra e di discriminare tra le singole dita. Oltre ai quattro sintomi principali, molti bambini soffrono anche di aprassia costruttiva, incapacità di copiare semplici disegni. Spesso, c'è anche un deficit nella lettura. I bambini con un alto livello di funzionamento intellettuale e quelli con danno cerebrale possono essere affetti dal disturbo.

## Diagnosi
La diagnosi può essere clinica se associata a demenza e altre eziologie. Nei casi causati da ictus, la risonanza magnetica mostrerà un ictus corrispondente nel lobulo parietale inferiore. Nella fase acuta, questo sarà luminoso (diffusione limitata) sulla sequenza DWI e scuro nell'area corrispondente sulla sequenza ADC.

## Prognosi
Negli adulti, molti dei sintomi diminuiscono nel tempo. Sebbene sia stato suggerito che una simile diminuzione dei sintomi si verifica anche nei bambini, sembra più probabile che la maggior parte non superi i propri deficit, ma semplicemente impari ad adattarsi.